# Csipkés trágyagomba
A csipkés trágyagomba (Panaeolus papilionaceus) a kérészgombafélék családjába tartozó, Európa és Észak-Amerika rétjein, legelőin honos, állati trágyán növő, nem ehető gombafaj.

## Megjelenése
A csipkés trágyagomba kalapja 2-4 cm széles, alakja fiatalon kúpos, később domború vagy harangszerű, teteje csúcsos, vagy lekerekített. Felülete száraz, sima vagy hálózatosan ráncos, peremén fehéres, csipkés vélummaradványok vannak. Színe a sötétszürke és a barnásszürke között változik, legtöbbször hamuszürke vagy barnásszürke. Gyengén higrofán (nedvesen sötétebb). Az idősebb példányok kalapja világosabb lehet, kontrasztban a sötétbarna tönkkel. Húsa világosbarna, íze és szaga nem jellegzetes.  
Széles, tönkhöz nőtt lemezei közepesen sűrűn állnak. Színük fiatalon halvány szürkésbarna, később feketés, fehéres élekkel. Feketén-szürkén foltosak; a lemezek foltosságát a nemzetségre jellemző egyenetlen spóraérés okozza.
Spórapora fekete. Spórái ellipszis vagy citrom alakúak, simák, méretük 12-16 x 7-9 μm.
Tönkje 6-12 cm magas és 0,4-0,8 cm vastag. Merev, eléggé törékeny, belül üreges, nem görbülő. Színe szürke vagy sötétbarna; felülete végig deres.

### Hasonló fajok
A szürkésfehér tintagombával, a domború harmatgombával vagy a sötét trágyagombával lehet összetéveszteni; egyik sem ehető.

## Elterjedése és termőhelye
Európában és Észak-Amerikában honos. Magyarországon ritka.
Réteken, szántóföldön, útszélen található meg, állati trágyák felszínén vagy jól trágyázott talajon, néha seregesen is. Júniustól októberig terem.
Nem mérgező, de kicsi mérete, ízetlensége és szedésének körülményei miatt étkezésre nem ajánlott.

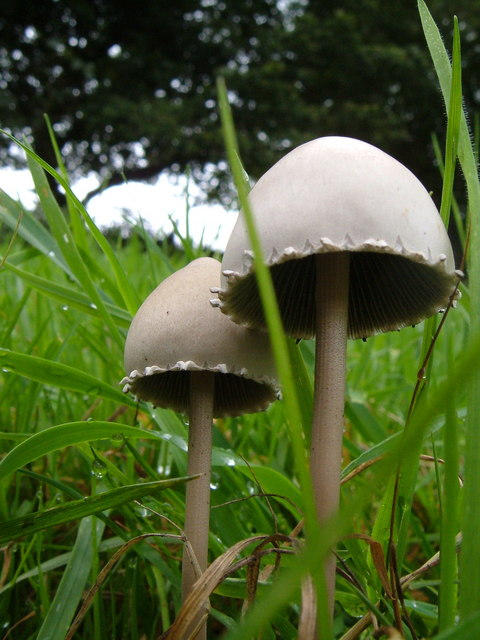
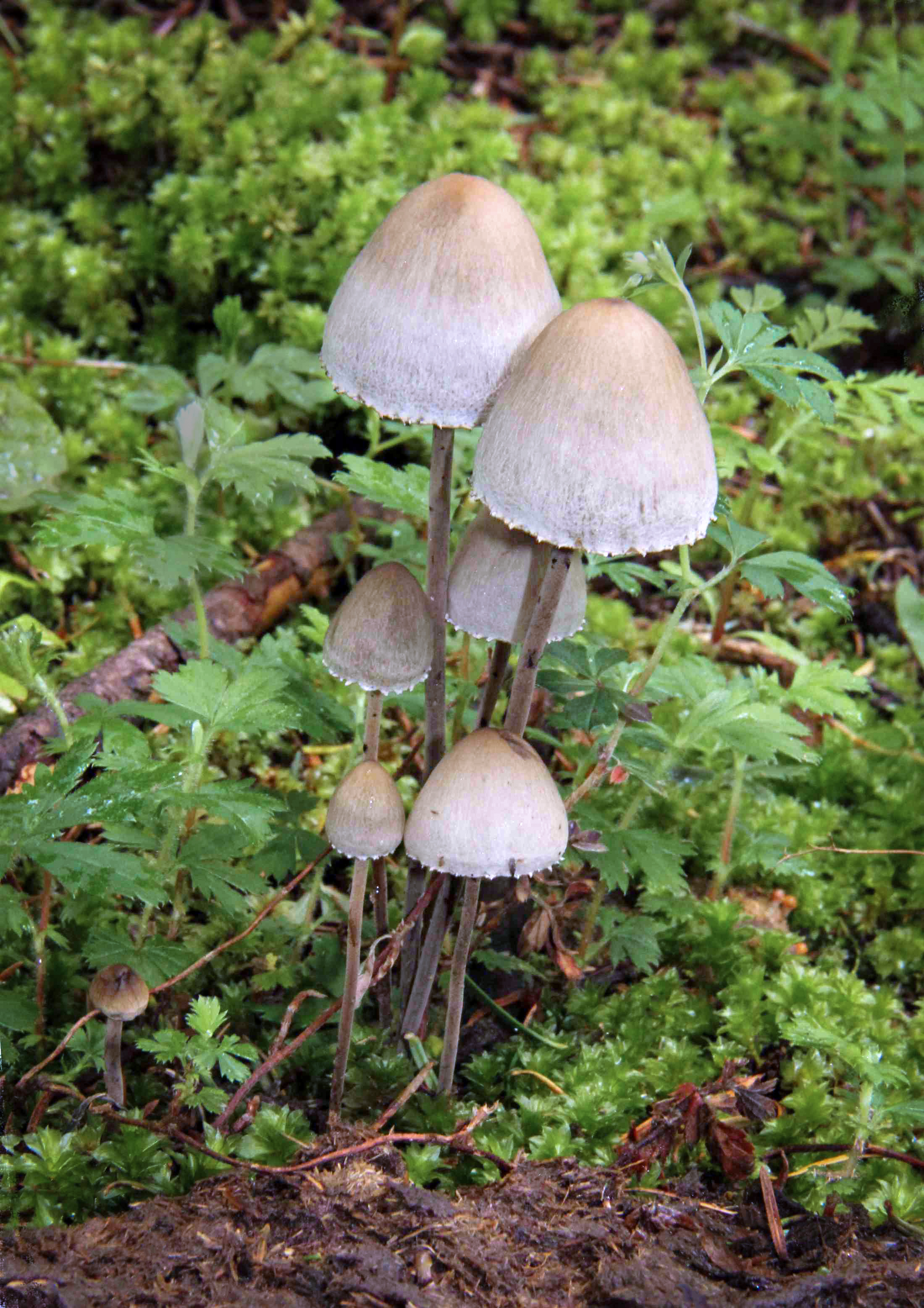
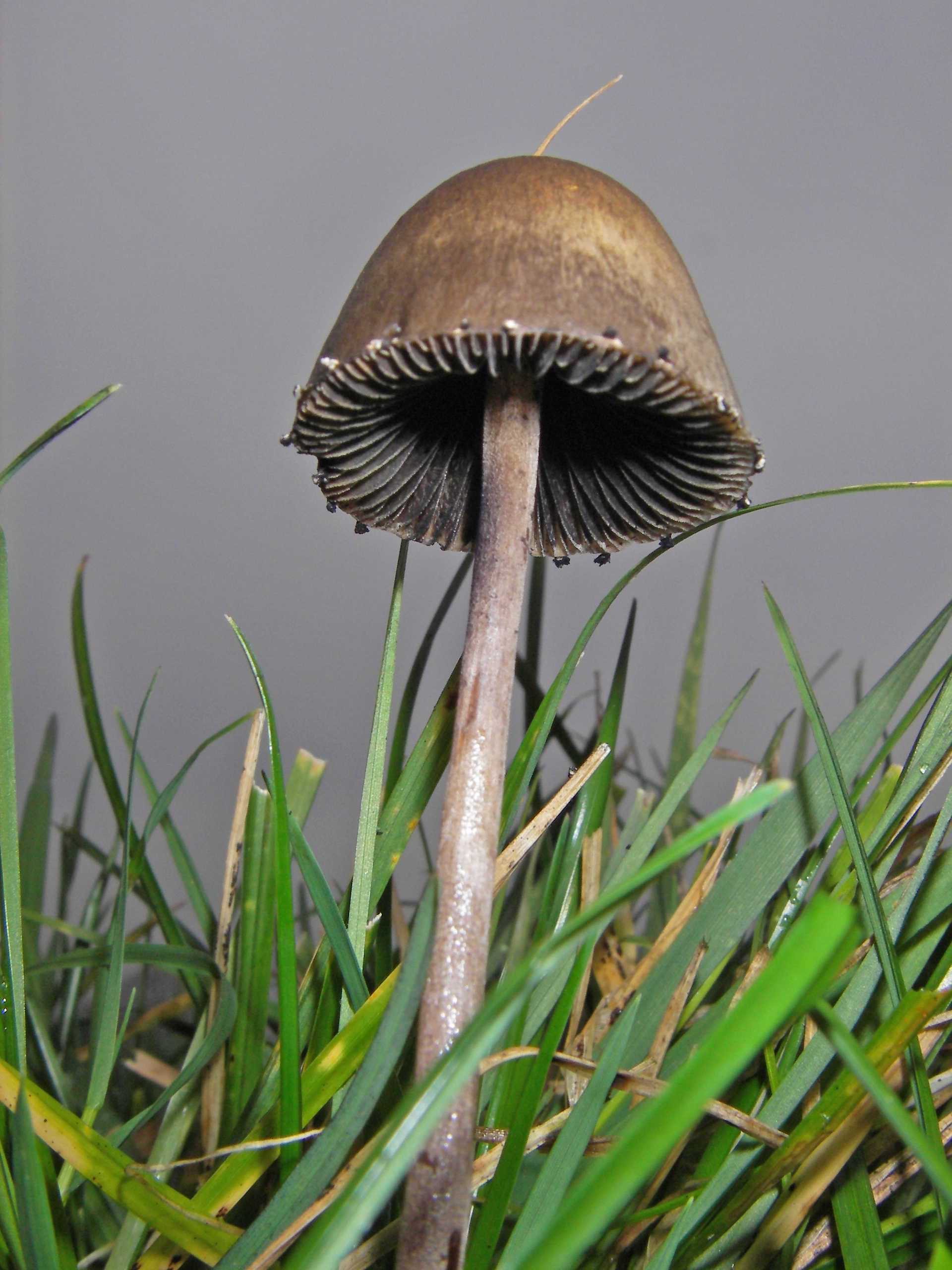
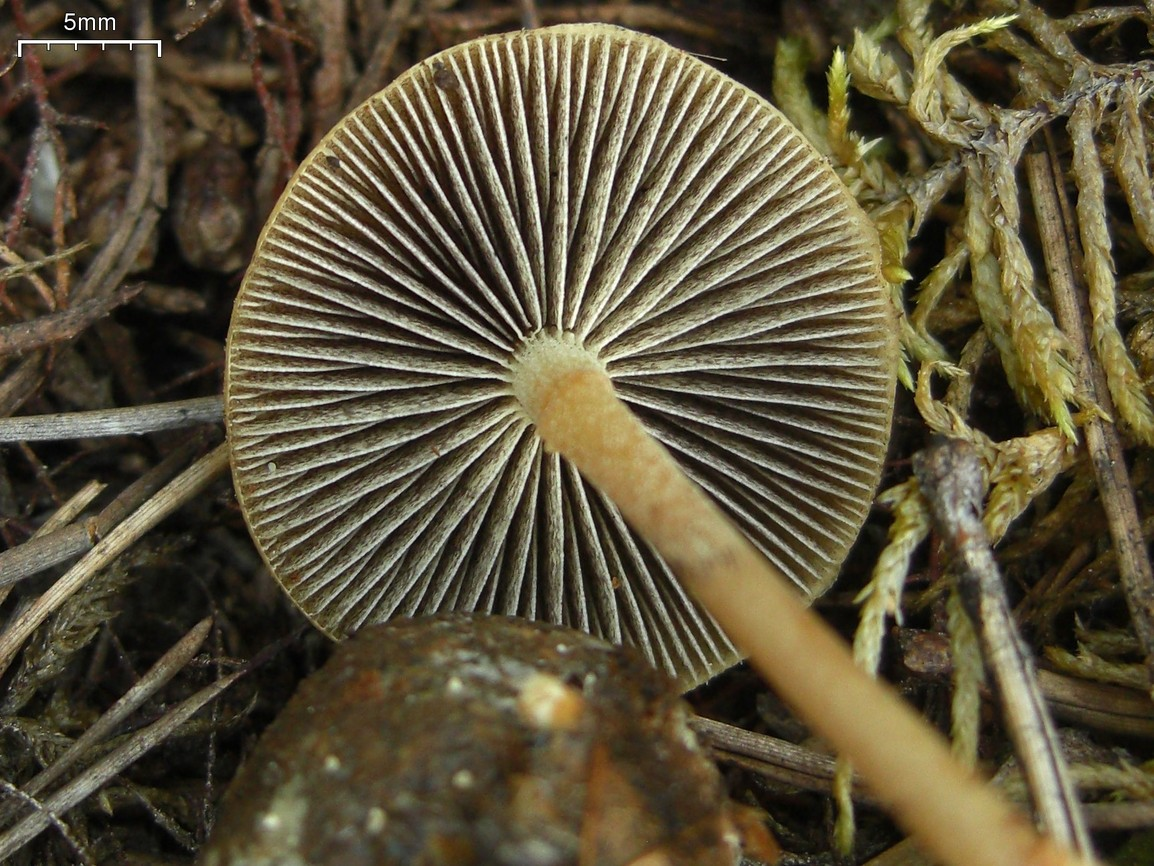
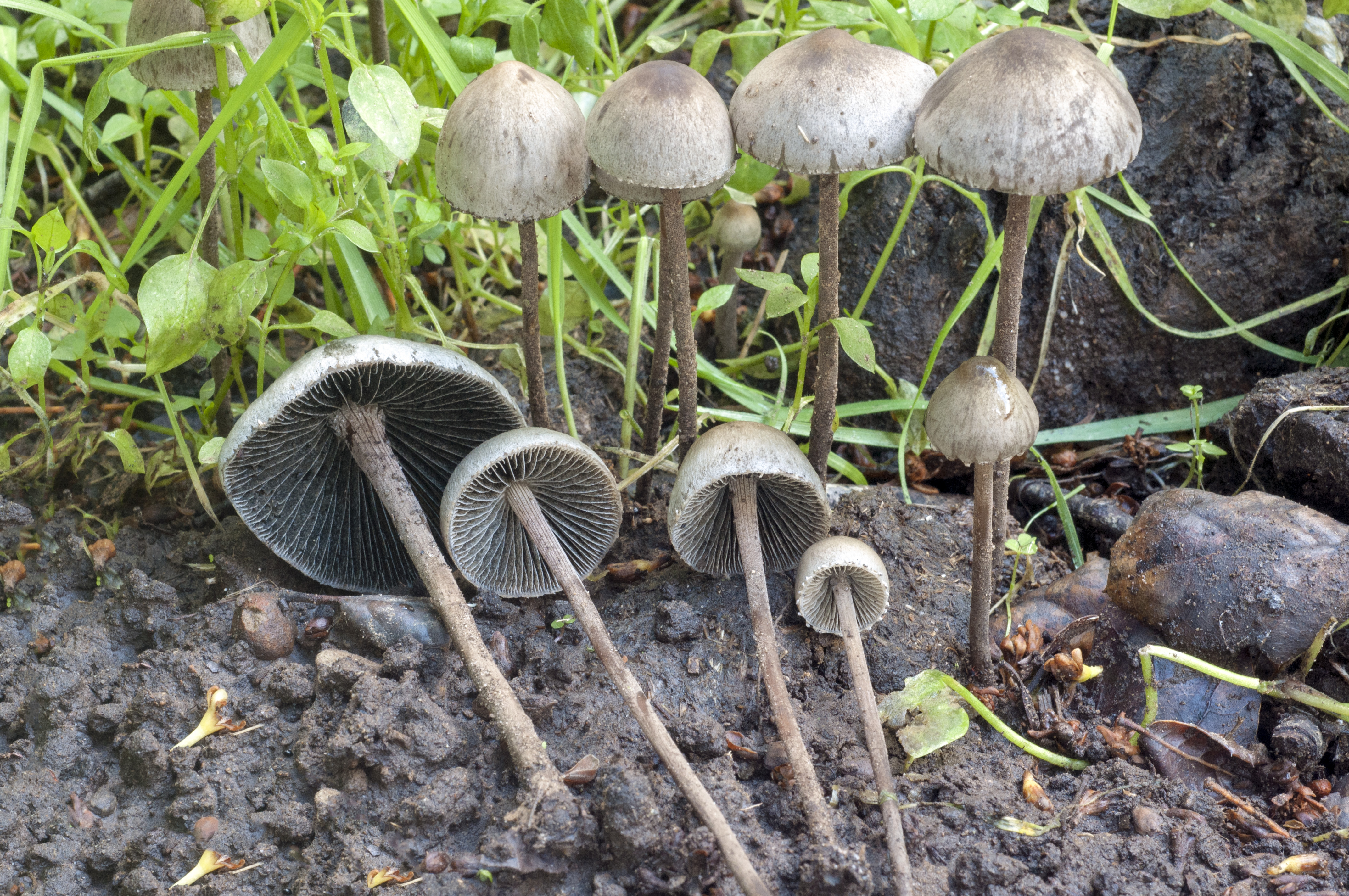

Ehető gomba   